# Let’s Ride (singel Game’a)
Let's Ride (Strip Club) – drugi singel promujący album Doctor’s Advocate amerykańskiego rapera The Game. Do utworu zrealizowano teledysk którego premiera miała miejsce 25 września 2006 roku. Produkcją utworu zajął się Scott Storch.

## Lista utworów
1. „Let's Ride (clean)” – 3:53
2. „Let's Ride (dirty)” – 3:53
3. „Let's Ride (instrumental)” – 3:53
4. „Let's Ride (acappella)” – 3:53